# لون أولي

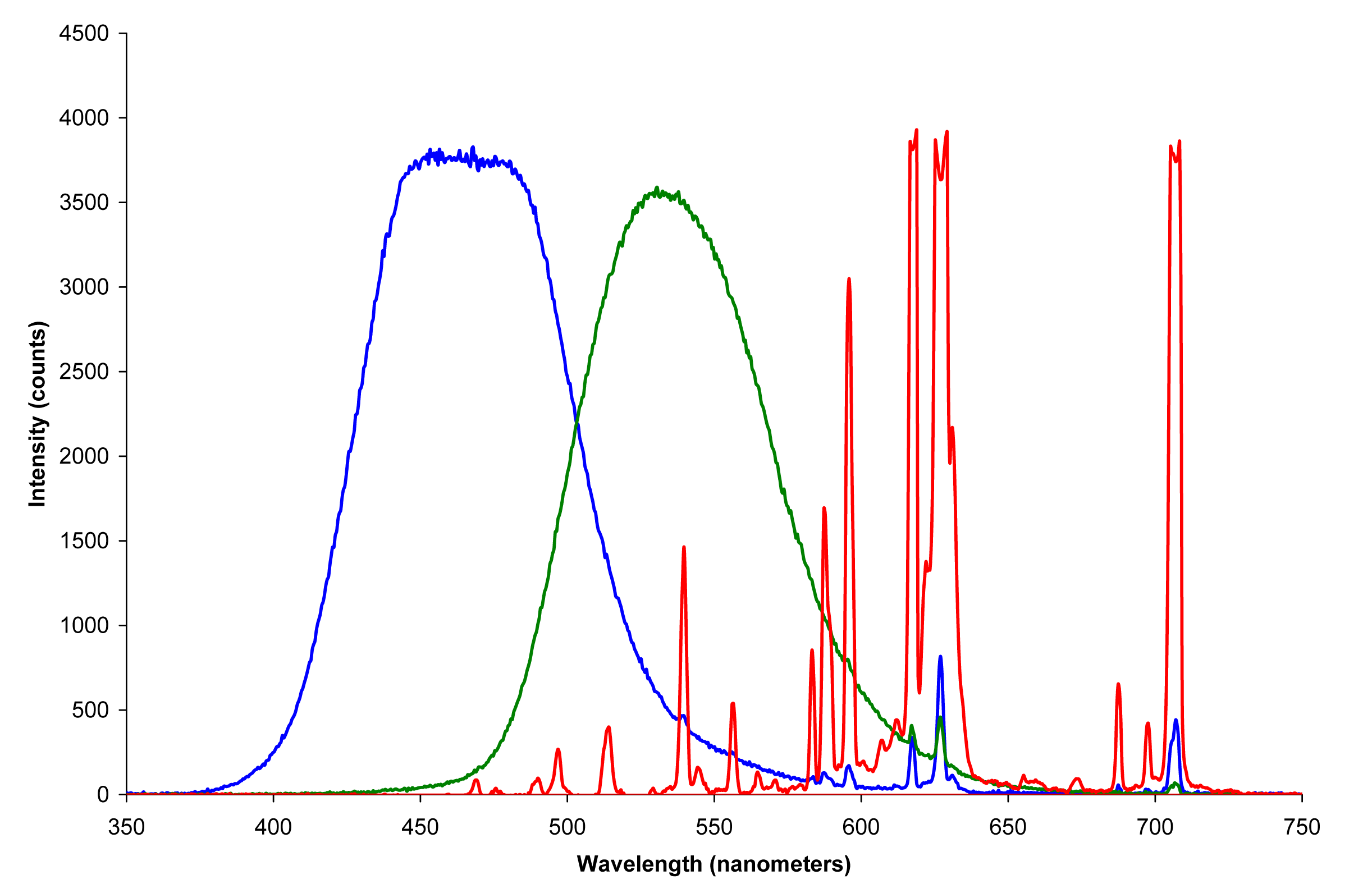
طيف الإصدار الذري للمواد الفوسفورية الحمراء، والخضراء، والزرقاء والتي تحدد نظام جمع الألوان في شاشة ذات أنبوب الأشعة المهبطية

الألوان الأولية (بالإنجليزية: Primary colors)‏: هي مجموعة من الألوان، يؤدي مزجها إلى تشكيل طيف من الألوان الأخرى. ومن أجل التطبيقات البشرية، تستخدم غالبًا ثلاثة ألوان. فمن أجل نظام جمع الألوان، كما في حالة تراكب الألوان المسلطة على شاشة بيضاء، أو في أنبوب الأشعة المهبطية (الرائي)، فإن الألوان المستخدمة عادة هي الأحمر والأخضر والأزرق RGB. ومن أجل نظام طرح الألوان، كما في حالة مزج الخضب والأصبغة، وفي الطباعة أيضًا، فإن الألوان الأولية المستخدمة عادة هي الوردي (magenta)، والسيان، والأصفر.
وقد اختير الأحمر والأخضر والأزرق كأفضل مجموعة من الألوان الأولية لأن مزج هذه الألوان يعطي أوسع مدى ممكن من الألوان. ومع ذلك، فلا يوجد مجموعة من الألوان الأولية يمكن استخدامها لمضاهاة جميع الألوان باستخدام كميات موجبة من الألوان الأولية.
إن اختيار مجموعة الألوان الأولية هي عملية كيفية، فعلى سبيل المثال، استخدمت عملية التصوير الضوئي الملون المبكرة، البرتقالي، والأخضر، والبنفسجي كألوان أولية.

## الألوان الأولية الجمعية

المثلث اللوني في الفضاء اللوني المعياري ح خ ز.

المثلث اللوني ح خ ز في الفضاء اللوني سي آي إي 1931 باستخدام ألوان أولية أحادية اللون.

إن الوسائط التي تصدر الأضواء فتسبب الإحساس بمجموعة من الألوان تستخدم نظام اللون الجمعي. والألوان الأولية النموذجية المستخدمة هي الأحمر والأخضر والأزرق.
الرائي وشاشات الحواسيب هي أمثلة شائعة عن استخدام الألوان الأولية الجمعية والنموذج اللوني ح خ ز. الألوان الدقيقة المختارة للألوان الأولية هي اتفاق تقني بين الفسفورات المتوفرة (يتضمن اعتبارات مثل الكلفة والقدرة المستخدمة) والحاجة إلى مثلث لوني كبير للحصول على أكبر سلسلة لونية من الألوان.
جمع الأضواء الملونة الحمراء والخضراء تولد درجات من الأصفر أو البرتقالي أو البني. وجمع الأضواء الملونة من الخضراء والزرقاء تولد درجات من السيان، ومزج الأضواء الحمراء والزرقاء تولد درجات من الأرجواني، منها القرمزي. مزج نسب متساوية من الألوان الأولية الجمعية يولد لونا رماديا أو أبيضا، ويسمى الفضاء اللوني المتولد بالفضاء اللوني ح خ ز.
يعرف الفضاء اللوني سي آي إي 1931 الألوان الأولية وحيدة اللون بأطوال الموجات 435.8 نانومتر (بنفسجي)، و 546.1 نانومتر (أخضر)، و 700 نانومتر (أحمر). تقع زوايا المثلث اللوني على المحل الهندسي الطيفي، ويكون المثلث أكبر ما يمكن. لا يوجد جهاز عرض حقيقي يستخدم هذه الألوان الأولية، فالأطوال الموجية القصوى للبنفسجي والأحمر تؤدي إلى فعالية ضوئية منخفضة جدا.

## الألوان الأولية الطرحية
إن الوسائط التي تستخدم الضوء المنعكس والملونات لتوليد الألوان تستخدم طريقة اللون الطرحي لمزج الألوان.

### تاريخيا
ح ص ز (الأحمر، والأصفر، والأزرق) هي مجموعة متعارفة للألوان الأولية الطرحية. تستخدم في الفن والتعليم الفني، وخصوصا الرسم الفني. وقد سبقت نظرية اللون العلمية الحديثة.

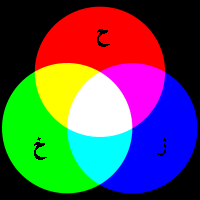
مزج الألوان الأولية

تشكل ح ص ز ثلاثي من الألوان الأولية في دولاب الألوان المعياري، والألوان الثانوية البنفسجي البرتقالي الأخضر تشكل ثلاثي آخر. ويتشكل هذا الثلاثي من ثلاث ألوان تتوضع على رأس مثلث متساوي الأضلاع في أحد دواليب الألوان، فالألوان ح ص ز أو البنفسجي البرتقالي الأخضر ليست متساوية البعد في دولاب الألوان ذو الإدراك البصري المتجانس، ولكنها معرفة أنها متساوية البعد في دولاب الألوان ح ص ز.

دولاب الألوان ح ص ز المعياري

لقد استخدم الرسامون طويلا أكثر من ثلاثة ألوان أولية في لوحة الألوان، وقد اختاروا الأحمر والأصفر والأزرق والأخضر لتكون الألوان الأولية الأربعة. وقد بقيت هذه الألوان الأربعة الأحمر والأصفر والأزرق والأخضر تكون الألوان الأولية النفسية الأربعة، مع أن الأحمر والأصفر والأزرق تسمى أحيانا الألوان الأولية النفسية الثلاثة، ويضاف إليها الأبيض والأسود أحيانا.
وأثناء القرن الثامن عشر أدرك منظرو اللون التجارب العلمية لإسحاق نيوتن بالضوء الموشور، وأصبح الأحمر والأصفر والأزرق الألوان الأولية المقبولة، بما يسمى الكميات الحسية الأساسية التي تمتزج في عملية الإحساس لتعطي جميع الألوان الفيزيائية وعلى وجه متساو في المزيج الفيزيائي للخضب أو الأصبغة. ولقد أصبحت هذه النظرية عقيدة مسلمة مع أن توافر الدلائل على أن الأحمر والأصفر والأزرق لا يمكن مزجها لتعطي كل الألوان الأخرى، وبقيت في نظرية اللون حتى وقتنا الحاضر.
إن استخدام الأحمر والأصفر والأزرق كألوان أولية يعطي سلسلة لونية صغيرة نسبيا، وتعاني الكثير من المشاكل، فلا يمكن مثلا مزج الأخضر والسيان والقرمزي، لأن الأحمر والأصفر والأزرق ليسوا متوزعين جيدا في دولاب الألوان المتجانس حسيا. ولهذا السبب، استخدمت عمليات الطباعة الحديثة ثلاث أو أربع ألوان أولية أخرى وهي السيان والأصفر والقرمزي.

## ملاحظة
اللون الأسود واللون الأبيض ليسا لونين أساسيين وكذلك اللون الرمادي فهو أيضا لون محايد.
1. ↑  Matthew Luckiesh (1915). Color and Its Applications. D. Van Nostrand company. ص. 58, 221. مؤرشف من الأصل في 2020-02-12.
2. 1 2  McDonald، Roderick (1997)، Colour Physics for Industry (ط. Second Edition)، Society of Dyers and Colourists، ص. 91، ISBN:0 901956 70 8 {{استشهاد}}: |طبعة= يحتوي على نص زائد (مساعدة)
3. ↑  Walter Hines Page and Arthur Wilson Page (1908). The World's Work: Volume XV: A History of Our Time. Doubleday, Page & Company. مؤرشف من الأصل في 2020-02-12.
4. ↑  Thomas D. Rossing and Christopher J. Chiaverina (1999). Light science: physics and the visual arts. Birkhäuser. ص. 178. مؤرشف من الأصل في 2020-02-12. {{استشهاد بكتاب}}: الوسيط غير المعروف |الرقم المعياري= تم تجاهله يقترح استخدام |ردمك= (مساعدة)
5. ↑  "Some Experiments on Color", Nature 111, 1871, in جون ويليام ستروت (Lord Rayleigh) (1899). Scientific Papers. University Press. مؤرشف من الأصل في 2020-02-12.
6. ↑  Tom Fraser and Adam Banks (2004). Designer’s Color Manual: The Complete Guide to Color Theory and Application. Chronicle Books. مؤرشف من الأصل في 2020-02-12. {{استشهاد بكتاب}}: الوسيط غير المعروف |الرقم المعياري= تم تجاهله يقترح استخدام |ردمك= (مساعدة)
7. ↑  Stephen Quiller (2002). Color Choices. Watson–Guptill. مؤرشف من الأصل في 2020-02-12. {{استشهاد بكتاب}}: الوسيط غير المعروف |الرقم المعياري= تم تجاهله يقترح استخدام |ردمك= (مساعدة)
8. ↑  For instance Leonardo da Vinci wrote of these four simple colors in his notebook circa 1500. See Rolf Kuenhi. “Development of the Idea of Simple Colors in the 16th and Early 17th Centuries”. Color Research and Application. Volume 32, Number 2, April 2007.
9. ↑  Resultby Leslie D. Stroebel, Ira B. Current (2000). Basic Photographic Materials and Processes. Focal Press. مؤرشف من الأصل في 2020-02-12. {{استشهاد بكتاب}}: الوسيط غير المعروف |الرقم المعياري= تم تجاهله يقترح استخدام |ردمك= (مساعدة)
10. ↑  MS Sharon Ross، Elise Kinkead (2004). Decorative Painting & Faux Finishes. Creative Homeowner. مؤرشف من الأصل في 2020-02-12. {{استشهاد بكتاب}}: الوسيط غير المعروف |الرقم المعياري= تم تجاهله يقترح استخدام |ردمك= (مساعدة)
11. ↑  Swirnoff, Lois (2003). Dimensional Color. W. W. Norton & Company. مؤرشف من الأصل في 2020-02-12. {{استشهاد بكتاب}}: الوسيط غير المعروف |الرقم المعياري= تم تجاهله يقترح استخدام |ردمك= (مساعدة)
12. ↑  Bruce MacEvoy. “Do ‘Primary’ Colors Exist?” (Material Trichromacy section). Handprint. Accessed 10 August 2007. نسخة محفوظة 27 نوفمبر 2017 على موقع واي باك مشين.
13. ↑  “Development of the Idea of Simple Colors in the 16th and Early 17th Centuries”. Color Research and Application. Volume 32, Number 2, April 2007.

## اقرأ أيضا
- لون مكمل